# خوتوموو
خوتوموو (به لهستانی:  Chotomów) یک روستا در لهستان است که در گمینا یابووننا (استان ماسوویان) واقع شده‌است. خوتوموو ۴٬۳۴۹ نفر جمعیت دارد.